# Kristinn Rúnar Jónsson
Pour les articles homonymes, voir Jónsson.
Kristinn Rúnar Jónsson est un joueur puis entraîneur islandais de football né le 23 juin 1964. Il a été sélectionneur de l'Islande - 19 ans pendant sept ans.

## Carrière

### Joueur
Kristinn évolue au poste de milieu de terrain, et passe toute sa carrière dans son pays d'origine. Il totalise près de 170 matchs avec son club de toujours, le Fram Reykjavik.
Après quelques capes avec les Espoirs, Kristinn porte le maillot de la sélection nationale à onze reprises.

### Entraîneur
En 2000, pour sa première expérience d'entraîneur, il prend en main l'ÍBV qu'il mène à la cinquième place d'Úrvalsdeild.
Il entraîne ensuite Fram pendant deux saisons complètes, qui se soldent par deux huitièmes places (sur dix). Néanmoins, Fram atteint la finale de la Coupe d'Islande en 2002, s'inclinant face à Fylkir.
De 2007 à 2014, il est le sélectionneur de l'équipe d'Islande -19 ans. S'il ne réussit pas à qualifier l'équipe pour la phase finale du Championnat d'Europe des moins de 19 ans, il atteint toutefois l'Elite Round à trois reprises.
En Octobre 2014, Fram annonce sur son site internet la nouvelle nomination de Kristinn au poste d'entraîneur .